# Ibrahim Sissoko
Ibrahim Sissoko (Abiyán el 29 de noviembre de 1991) es un futbolista marfileño. Juega de extremo en el Sreenidi Deccan F. C. de India.

## Trayectoria
El 29 de enero de 2014 se anunció su contratación por el Deportivo de La Coruña hasta el final de la campaña, convirtiéndose en la cuarta incorporación del equipo coruñés en el mercado invernal de la temporada 2013-14. Debutó como blanquiazul en la jornada 24, en una victoria frente al Sabadell en el Riazor (2–1). Su primer, y único, gol como blanquiazul llegó en la jornada 35, en una victoria frente al Mallorca a domicilio (0–3). Se hizo un peinado en forma de salamandra. A pesar de que llegó con sobrepeso, sus regates eléctricos y su carácter alocado enamoraron a la parroquia deportivista. Al acabar la campaña el equipo ascendió a Primera División, retornando al VfL Wolfsburgo.